# Piedade dos Gerais
Piedade dos Gerais é um município brasileiro do estado de Minas Gerais. Sua população recenseada em 2022 era de 5 019 habitantes.
A principal atividade econômica do município é a agropecuária, com maior destaque para a pecuária leiteira. Os principais produtos agrícolas são: cará, batata doce, cana-de-açúcar, milho, mandioca e outros.[carece de fontes?]

## História
Não se sabe exatamente o ano de fundação do arraial de Nossa Senhora da Piedade dos Gerais. No entanto, há documentos que já registravam sua existência em 1754. Já em 1836, este povoado já tinha uma população significativa. Em 3 de abril de 1840, este foi elevado à condição de freguesia ao ser desmembrado de Bonfim pelo presidente da Província. Em 25 de julho de 1923 ocorreu a simplificação oficial do então distrito de Nossa Senhora da Piedade dos Gerais para apenas Piedade dos Gerais. Em 1940, o resultado apresentado pelo IBGE apontava o distrito de Piedade como o mais populoso: 491 habitantes na área urbana e suburbana, 4849 na zona rural, num total de 5340. No dia 30 de dezembro de 1962, o distrito foi elevado à condição de município.

## Turismo
Este município é rico em recursos hídricos.
Existem cachoeiras maravilhosas e ótimos lugares para acampar.
Piedade é lugar de ar puro, céu aberto, sol brilhante. É um lugar para descansar, entrar em contato com a natureza e aproveitar todas as maravilhas que o município e os moradores têm à oferecer. Atualmente o município de Piedade dos Gerais teve sua principal via para Belo Horizonte asfaltada o que influencia muito o fluxo de turistas